# Новиков, Иван Васильевич (депутат от Коми АССР)
Иван Васильевич Новиков (род. 1904, Крапивенский уезд, Тульская губерния) — советский хозяйственный, государственный и политический деятель.

## Биография
Родился в 1904 году в Тульской губернии. Член ВКП(б) с 1920 года.
С 1919 года — на хозяйственной, общественной и политической работе. В 1919—1946 гг. — на Курском железнодорожном вокзале в Туле, чернорабочий в службе пути, рассыльный в агитпункте, заведующий экономическо-правовым отделом райкома комсомола, заведкющий организационным и политпросветотделами Богородицкого
уездного комитета комсомола, секретарь райкомов комсомола Оболенского, Товарковского и Щекинского горняцких районов, инструктор Тульского губкома комсомола, инструктор, секретарь Архангельского райкома ВЛКСМ, заведующий организационным отделом, секретаря Вологодского губернского, а затем окружного комитета комсомола, заведующий
культурно-просветительным отделом Северного краевого совета профсоюзов, секретарь Емецкого райкома ВКП(б), Усть-Кубинского райкома ВКП(б) в Вологодской области, Сыктывкарского горкома ВКП(б) в Коми АО, заведующий отделом руководящих партийных органов в Коми обкоме ВКП(б).
Избирался депутатом Верховного Совета СССР 1-го созыва.